# Contractpension
Contractpension is een benaming in de periode 1945-1969 voor een tijdelijke huisvesting vanuit Nederlands-Indië/Indonesië gevluchte Indische Nederlanders (totoks, Indo’s) en Molukkers, die uit het voormalige KNIL afkomstig waren. Eind jaren 60 kwamen daar evacuées uit Nederlands-Nieuw-Guinea bij. 
Deze huisvesting was behouden aan eigenaren van hotels en pensions die een contract met de Nederlandse overheid aangingen tegen een vergoeding, en waarbij zij zich verplichtten de ontheemden op te vangen en van onderdak, bed en voeding te voorzien zolang dit nodig was. De organisatie lag in handen van de in 1948 opgerichte Dienst Maatschappelijke Zorg (DMZ). De bedoeling was dat de pensiongasten met steun van een maatschappelijk werkster zelf werk en woonruimte vonden en tot die tijd konden verblijven in het pension. 60% van de kosten voor het verblijf (maar ook de kosten van de noodgedwongen overtocht per schip vanuit Nederlands-Indië/Indonesië en de kosten voor de huisinrichting en kleding) werden naderhand verrekend door inhouding op de salarissen van de mensen die een (passende) baan hadden kunnen vinden. Velen, die ouder waren dan 35 jaar, en bij wie dit niet snel lukte wegens gebrek aan de juiste papieren (zoekgeraakt ten gevolge van oorlogshandelingen; naar opgedane werkervaringen in het verleden werd veelal niet gekeken), verbleven daardoor jaren lang in een pension.
De voedselverstrekking aan hen die een hoogstaande Indische eetcultuur waren gewend, liet in veel contractpensions te wensen over (iedere dag ’s morgens pap en brood met reuzel, aardappels, groenten en vlees van mindere kwaliteit), doordat de eigenaar van het pension zoveel mogelijk wilde verdienen aan de huisvesting van de gasten in armoedige achter- of zolderkamertjes. Andere pensioneigenaren legden daarentegen hun gasten in de watten met goede en voedzame maaltijden en goede verblijfsvoorzieningen (koningin Wilhelmina, door huisvesting op ’t Loo ter beschikking te stellen, en andere particulieren met een Indische achtergrond). Ook de sanitaire voorzieningen in de veelal zwaar verwaarloosde pensions lieten te wensen over door wasbakken met alleen koudwatervoorziening, een toilet dat moest worden gedeeld met veel anderen, in de rij staan voor een douche (geen drie keer per dag douchen, zoals men in Indië gewend was), slecht en oud meubilair en de huisvesting in armoedige achter- of soms lekkende en tochtige zolderkamertjes.

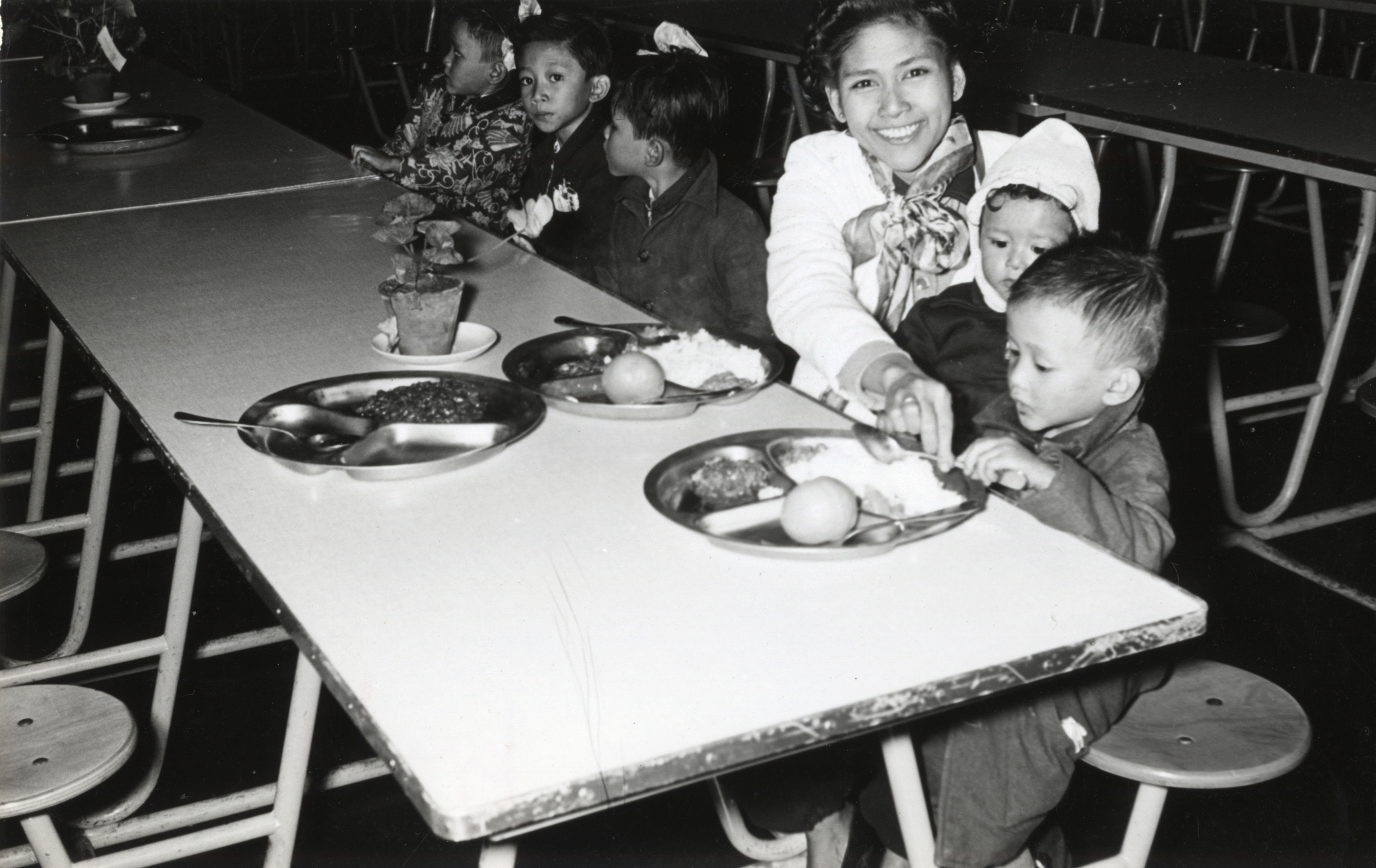
Ontvangst in 1958 van een groep van 519 repatrianten uit voormalig Nederlands-Indië (tegenwoordig: Indonesië) tijdens een maaltijd in de Legerplaats Budel

Buiten de contractpensions vonden anderen tijdelijk onderdak in kastelen, landhuizen (onder meer Paleis ’t Loo) en opvangkampen (‘woonoorden’, meestal oude Duitse barakkenkampen, zoals kamp Vucht en het voormalig Judendurchgangslager Westerbork, en verlaten legerkampen).
Rond 300.000 Nederlanders en Molukkers werden op deze wijze opgevangen voordat zij hun weg vonden in de Nederlandse samenleving. Voor de Molukkers ging echter de integratie erg moeizaam, temeer door de talmende houding van de Nederlandse regering over hun eventuele terugkeer naar hun geboortegrond, maar ook zij zijn tenslotte geïntegreerd in de Nederlandse samenleving.